# Rodric
Rodric est une série de bande dessinée créée en 1973 dans le magazine Femmes d'aujourd'hui. Le scénario est de Lucien Meys, avec des dessins de William Vance.
La série sera curieusement rebaptisée Roderic sur la couverture des deux albums publiés chez Bédéscope en 1979, puis retrouvera son orthographe originelle Rodric lors de sa réédition en intégrale chez Dargaud en 2001.

## Synopsis
Au XIIe siècle, Rodric est un chevalier qui se trouve en Terre sainte avec les croisés. 
Un de ses amis marchands se trouve victime d'un terrible chantage de la part d'un usurier qui exige le remboursement immédiat des sommes prêtées, ou à défaut la main de sa fille Blanche. Afin d'éloigner Blanche du danger, Rodric accepte de la convoyer jusque chez l'oncle de celle-ci. Commence alors un périple au travers de la Syrie et de la Perse, au cours duquel Rodric et ses compagnons devront affronter des pillards et se trouveront mêlés au conflit opposant les ismaéliens, les templiers et les musulmans, parfois aidés par la mystérieuse Amathéa et ses guerriers, jusqu'à la forteresse d'Alamut, où règne le « Vieux de la Montagne », grand-maître de la secte des Assassins.

## Historique
Lucien Meys a proposé le scénario à William Vance, avec lequel il avait fait ses études à l'Académie royale des beaux-arts de Bruxelles et qu'il avait recommandé à Dino Attanasio, dont il était assistant, pour assurer les crayonnés d'un album de Bob Morane, Le Collier de Civa, en 1963.
Meys et Vance avaient déjà collaboré en 1972 sur une série western, Mongwy, qui n'avait connu qu'un seul épisode dans les pages de Femmes d'aujourd'hui.
La série ne connaîtra que deux épisodes. William Vance avait accepté de dessiner Rodric car l'idée de Lucien Meys lui avait plu mais il estimait que le thème des croisades était déjà largement exploité par d'autres séries et il préférait se tourner vers le Moyen-Âge espagnol, qui n'avait pas encore été traité en bande dessinée. C'est ainsi que Vance créera Ramiro l'année suivante.

## Publication

### Périodiques
- Femmes d'aujourd'hui[5] :

1. Amathéa (non titré), 38 planches, du no 1453 du 7 mars 1973 au no 1467 du 13 juin 1973 ;
2. Le Vieux de la montagne, 39 planches, du no 1468 du 20 juin 1973 au no 1491 du 28 novembre 1973.

### Éditeurs
- Bédéscope : tomes 1 et 2 ;
- Dargaud : intégrale.

### Albums
1. Amathéa, Bédéscope, édition brochée en noir et blanc, janvier 1979 ;
2. Le Vieux de la montagne, Bédéscope, édition brochée en noir et blanc, janvier 1979 ;
3. Tout Vance 7, Dargaud, reprise des tomes 1 et 2 sous forme d'intégrale, édition cartonnée, nouvelle mise en couleurs de Petra, juin 2001  (ISBN 2-87129-397-X)[6].